# Пратап Сінґх Шах
Пратап Сінґх (неп. प्रतापसिंह  16 квітня 1751 — 17 листопада 1777) — 2-й король Непал у 1775—1777 роках.

## Життєпис
Похоодив з династії Шах. Старший син Прітхві Нараяна, князя Горкха, і Лакшмідеві (доньки раджпутського вождя Абгімана Сінґха). Народився 1751 року в князівстві Горкха. До 1768 року батько підкорив ключові князівства держав Катманду, Патан і Бактапур, утворивши королівство Непал, ставши його першим володарем.
1775 року після смерті Прітхві Нараяна став новим королем. Невдовзі залагодив конфлікт з Тибетом щодо постачання нових монет-мохарів, уклавши відповідний договір з Демо-хутухтою, регентом при Далай-ламі VIII.
Загалом намагався зосередитися на внутрішній політиці, завершити реформи з об'єднання Непалу. Помер від віспи у 1777 році. Трон перейшов до його малолітнього сина Рани Багадура при регентстві брата Багадура Шаха.